# Blue Moves
Blue Moves (dt.: Blaue Bewegungen) ist das elfte Studioalbum des britischen Sängers und Komponisten Elton John.
Für das Cover wählte John ein erst kurz zuvor für seine eigene Sammlung erworbenes Bild, das der irische Künstler Patrick Procktor gemalt hatte und der es „The Guardian Readers“ nannte. Geplant war, zur Unterstützung des anlaufenden Verkaufs fünfzig Kopien der Langspielplatte der britischen Boulevardzeitung Sun zur Verfügung zu stellen. Diese sollte im Rahmen eines Leserrätsels die Schallplatten an die Gewinner verteilen. Kurz vor Umsetzung dieser Absicht wies die Sun in einem Artikel in Anspielung auf Johns damals noch verheimlichte Homosexualität darauf hin, dass auf dem Bild ausschließlich junge Männer und keine Frauen abgebildet seien. Verärgert nahm John daraufhin von dem Vorhaben Abstand.

## Hintergrund
„Blue Moves“ war das erste Album, das John bei seiner eigenen Plattenfirma The Rocket Record Company veröffentlichte. Um das Besondere dieses Ereignisses hervorzuheben, wollte er es unbedingt als Doppelalbum veröffentlichen. Unterstützung für dieses Vorhaben erhielt er durch die Firma EMI, die erstmals die Vermarktung für John übernahm, obwohl bekannt war, dass Doppelalben wegen des höheren Verkaufspreises schwieriger zu vertreiben waren.
Mit unglaublicher Kreativität veröffentlichte John in weniger als sieben Jahren elf Studioalben. „Blue Moves“ wurde jedoch anfangs sowohl bei der Kritik als auch von seinen Langzeitfans abgelehnt. Im Vergleich mit seinem anderen Doppelalbum „Goodbye Yellow Brick Road“ schnitt es bei der Veröffentlichung schlechter ab. Der Musikstil war ein anderer, die gesamte Stimmung auf dem Album war gesetzter und neue Talente wie James Newton Howard, Caleb Quaye oder Roger Pope unterstrichen die Veränderung.
1996 wurde das Album als CD neu veröffentlicht. John Tobler schrieb einen sehr ausführlichen Begleittext, dem zwei Kuriositäten zu entnehmen sind. So war John stolz darauf, dass „Blue Moves“ sein erstes Album war, das mit Platin ausgezeichnet wurde. Vor 1976 gab es jedoch noch keinen Platinstatus. Und als Liedautoren werden für „Theme from a non-existent TV Series“ Elton John und Bernie Taupin angegeben. Dabei handelt es sich um ein Instrumentalstück ohne irgendeinen Text.
Das »Theme from a non-existent TV Series« hielt zwei Jahre nach Veröffentlichung tatsächlich für eine TV-Serie her: der Rohschnitt des Trailers für Auf Achse wurde auf den Song geschnitten. Aus lizenzrechtlichen Erwägungen und finanziellen Gründen wurde der Filmkomponist Paul Vincent gebeten, ein ähnliches Stück zu komponieren. Elton John ist trotzdem in den Filmcredits aufgeführt. 
Die vielen Jahre auf Konzertreise hatten ihre Spuren bei John hinterlassen. Während eines Konzerts 1977 in Wembley promotete John sein neues Album und kündigte dabei trotz einer vorausgegangenen Konzertpause an: "I haven't been touring for a long time. It's been a painful decision, whether to come back on the road or not. I've made a decision tonight – this is going to be the last show. There's a lot more to me than playing on the road." (dt.: „Ich war längere Zeit nicht auf Konzerttour. Es war eine schmerzvolle Entscheidung, ob ich auf die Bühne zurück komme oder nicht. Ich habe meine Entscheidung heute Nacht gefällt – dies wird mein letzter Auftritt sein. Es gibt so viel mehr für mich als auf Konzertreise zu sein“). Im Anschluss daran spielte er „Sorry Seems to be the Hardest Word“.
Die Lyrik der Lieder war überwiegend düster und pessimistisch. Taupins Ehe mit Maxine war gescheitert, er hatte für sich keine klare, persönliche Richtung mehr, was seinen Niederschlag in den Liedtexten fand, und kämpfte mit seiner Alkoholabhängigkeit.
Um die Stimmung aufzuheitern, wurden zwei kurze Instrumentalstücke aufgenommen. Eines davon komponierte Caleb Quaye, das andere hatte einen Titel der Johns Humor entsprach: „Theme from a Non-Existent TV-Series“.
„Blue Moves“ war für John und Taupin letztlich nicht der Beginn einer neuen Ära, sondern das Ende einer alten. Erst 1983 sollte wieder ein Album erscheinen, das nur von ihnen gemeinsam verfasste Songs enthielt.

## Titelliste
Für alle Titel komponierte Elton John die Musik, die Texte schrieb Bernie Taupin, sofern kein anderer Hinweis gegeben wird.

### LP und CD

#### Seite 1
1. You’re Starter for… (Caleb Quaye) – 1:23
2. Tonight – 7:52
3. One Horse Town (John, James Newton-Howard, Taupin) – 5:56
4. Chameleon – 5:27

#### Seite 2
1. Boogie Pilgrim (John, Davey Johnstone, Quaye, Taupin) – 6:05
2. Cage the Songbird (John, Johnstone, Taupin) – 3:25
3. Crazy Water – 5:42
4. Shoulder Holster – 5:10

#### Seite 3
1. Sorry Seems to Be the Hardest Word – 3:48
2. Out of the Blue – 6:14
3. Between Seventeen and Twenty (John, Johnstone, Quaye, Taupin) – 5:17
4. The Wide-Eyed and Laughing (John, Johnstone, Newton-Howard, Quaye, Taupin) – 3:27
5. Someone’s Final Song – 4:10

#### Seite 4
1. Where’s the Shoorah? – 4:09
2. If There’s a God in Heaven (What’s He Waiting For?) (John, Johnstone, Taupin) – 4:25
3. Idol – 4:08
4. Theme from a Non-Existent TV Series – 1:19
5. Bite Your Lip (Get Up and Dance!) – 6:43

Die erste CD-Veröffentlichung der The Rocket Record Company aus dem Jahr 1985 (die CD selbst enthält keine Angaben zum Veröffentlichungszeitpunkt, dieses Datum ist der Wiederveröffentlichung aus dem Jahr 1996 zu entnehmen) enthielt lediglich eine CD, wo aus Platzgründen die Titel „Shoulder Holster“, „Out of the Blue“ und „The Wide-Eyed and Laughing“ nicht enthalten waren (nur 15 Titel mit einer Spielzeit von 69:24 Minuten).
Erst eine zweite, spätere Ausgabe mit 2 CDs, digital durch Gus Dudgeon aufbereitet aus dem Jahr 1996 von Mercury Records, enthielt alle ursprünglichen 18 Lieder der Erstveröffentlichung auf LP.

## Besetzung
- Elton John – Gesang, Klavier, Keyboards
- Curt Becher – Begleitgesang
- Michael Brecker – Saxophon
- Randy Brecker – Trompete
- Paul Buckmaster – Dirigent
- Cindy Bullens – Begleitgesang
- Clark Burroughs – Begleitgesang
- Joe Chemay – Begleitgesang
- Ray Cooper – Perkussion
- Cornerstone Choir – Chorgesang
- David Crosby – Begleitgesang
- Martyn Ford – Geige
- Carl Fortina – Akkordeon
- Ron Hicklin – Begleitgesang
- Michael Hurwitz – Cello
- Bruce Johnston – Begleitgesang
- Davey Johnstone – Akustische Gitarre, E-Gitarre, Mandoline
- Jan Joyce – Begleitgesang
- Jon Joyce – Begleitgesang
- The London Symphony Orchestra – Instrumentalensemble
- Gene Morford – Begleitgesang
- Graham Nash – Begleitgesang
- James Newton-Howard – Orgel, Synthesizer, E-Piano, Mellotron
- Gene Page – Geige
- Kenny Passarelli – Bass-Gitarre
- Roger Pope – Schlagzeug
- Caleb Quaye – Akustische Gitarre, E-Gitarre
- Barry Rogers – Posaune
- David Sanborn – Saxophon
- Toni Tenille – Begleitgesang

## Produktion
- Gus Dudgeon – Produzent, Toningenieur, Remixing
- Arun Chakraverty – Toningenieur, Schnittingenieur
- Mark Howlett – Toningenieur
- John Kurlander – Toningenieur
- Earle Mankey – Toningenieur
- John Stewart – Toningenieur
- Phil Dunne – Mixing, Remixing
- Rev. James Cleveland – Chorleitung
- David Larkham – Projektkoordination
- Curt Becher – Arrangement
- Paul Buckmaster – Arrangement
- Daryl Dragon – Arrangement
- Bruce Johnston – Arrangement
- James Newton-Howard – Arrangement
- David Costa – Künstlerische Gestaltung
- David Nutter – Fotografien
- Gus Dudgeon – Album Cover Text

## Kommerzieller Erfolg

### Chartplatzierungen

#### Album
| ChartsChartplatzierungen       | Höchstplatzierung | Wochen |
| ------------------------------ | ----------------- | ------ |
| Deutschland (GfK)              | 39 (4 Wo.)        | 4      |
| Vereinigte Staaten (Billboard) | 3 (22 Wo.)        | 22     |
| Vereinigtes Königreich (OCC)   | 3 (15 Wo.)        | 15     |

#### Singles
| Jahr | Titel                              | Höchstplatzierung, Gesamtwochen, AuszeichnungChartplatzierungen (Jahr, Titel, , Platzierungen, Wochen, Auszeichnungen, Anmerkungen) | Höchstplatzierung, Gesamtwochen, AuszeichnungChartplatzierungen (Jahr, Titel, , Platzierungen, Wochen, Auszeichnungen, Anmerkungen) | Höchstplatzierung, Gesamtwochen, AuszeichnungChartplatzierungen (Jahr, Titel, , Platzierungen, Wochen, Auszeichnungen, Anmerkungen) | Anmerkungen                            |
| Jahr | Titel                              | UK | US | A. C. | Anmerkungen                            |
| ---- | ---------------------------------- | --- | --- | --- | -------------------------------------- |
| 1976 | Sorry Seems to Be the Hardest Word | UK11 Silber · (10 Wo.)UK | US6 Gold · (14 Wo.)US | A. C.1 (15 Wo.)A. C. | Erstveröffentlichung: 1. November 1976 |
| 1977 | Bite Your Lip (Get Up and Dance)   | UK28 (4 Wo.)UK | US28 (6 Wo.)US | — | Erstveröffentlichung: Januar 1977      |
| 1977 | Crazy Water                        | UK27 (6 Wo.)UK | — | — | Erstveröffentlichung: 4. Februar 1977  |

### Auszeichnungen für Musikverkäufe
| Land/Region                  | Auszeichnungen für Musikverkäufe (Land/Region, Auszeichnung, Verkäufe) | Verkäufe  |
| ---------------------------- | ---------------------------------------------------------------------- | --------- |
| Australien (ARIA)            | Platin                                                                 | 50.000    |
| Frankreich (SNEP)            | Gold                                                                   | 100.000   |
| Kanada (MC)                  | Gold                                                                   | 50.000    |
| Niederlande (NVPI)           | Gold                                                                   | 50.000    |
| Vereinigte Staaten (RIAA)    | Platin                                                                 | 1.000.000 |
| Vereinigtes Königreich (BPI) | Gold                                                                   | 100.000   |
| Insgesamt                    | 4× Gold · 2× Platin ·                                                  | 1.350.000 |

Hauptartikel: Elton John/Auszeichnungen für Musikverkäufe